# Haplocosmia
Haplocosmia is een geslacht van spinnen uit de familie vogelspinnen (Theraphosidae).

## Soorten
De volgende soorten zijn bij het geslacht ingedeeld:
- Haplocosmia himalayana (Pocock, 1899)
- Haplocosmia nepalensis Schmidt & von Wirth, 1996